# José Basualdo
José Horacio Basualdo est un footballeur argentin né le 20 juin 1963 à Buenos Aires, désormais reconverti en entraîneur. Il évoluait au poste de milieu défensif.

## Carrière
Il a participé aux Coupes du monde 1990 et 1994 avec l'Argentine. Il a remporté la Copa Libertadores à deux reprises.

## Palmarès (joueur)
- Vainqueur de la Copa Libertadores en 1994 et 2000
- Vainqueur de la Coupe intercontinentale 1994 et 2000
- Vainqueur du Tournoi de Clôture en 1993, 1998 et 1999
- Vainqueur du Tournoi d'Ouverture en 1995 et 2000
- Vainqueur de la Copa Interamericana en 1995
- Finaliste de la Coupe du monde 1990 avec l'équipe d'Argentine.